# Flaga Holszan
Flaga Holszan (białorus. Сцяг Гальшан, Sciah Halszan, ros. Флаг Гольшан, Fłag Golszan) – symbol agromiasteczka Holszany. Flaga jest prostokątnym płatem tkaniny w kolorze czerwonym. Jego proporcje wynoszą 1:2. Na górze części drzewcowej znajduje się herb Lis na błękitnym tle, w centrum czerwonego pola – hipocentaur. Flaga została zatwierdzona 17 lipca 2006 roku przez prezydenta Alaksandra Łukaszenkę zarządzeniem Nr 455.